# Och under låg den brinnande sjön
Och under låg den brinnande sjön (finska: Ja alla oli tulinen järvi) är en finländsk dramafilm från 1937, regisserad av Risto Orko och producerad av Suomi-Filmi. Filmen bygger på Maila Talvios manuskript Jussi Raalan elämä ja loppu.
Filmen utspelar sig mellan 1912 och 1936. På grund av sin fars alkoholism har studenten Jussi Raala (Joel Rinne) förlorat sitt arv, gården och sågverket till patronen Lumia (Hugo Hytönen) och i sin bitterhet bestämmer sig Raala för att återta sin egendom...
Filmen sålde i Finland, Sverige, USA och Kanada och det var i den som Felix Forsman debuterade som filmare.

## Medverkande (urval)
- Joel Rinne – Jussi Raala
- Hugo Hytönen – patron Lumia
- Sylvi Palo – Lyyli Alho
- Kaarlo Angerkoski – Mauno Lumia
- Uuno Laakso – Esa
- Kaarlo Kytö – Heikki Alho
- Heikki Tuominen – K. Beck
- Sasu Haapanen
- Ossi Elstelä – Rauhala